# Landavran
Landavran est une commune française située dans le département d'Ille-et-Vilaine, en région Bretagne, peuplée de 682 habitants.

## Géographie
| Val-d'Izé |           | Taillis                |
|           | Landavran | Montreuil-sous-Pérouse |
|           | Champeaux |                        |

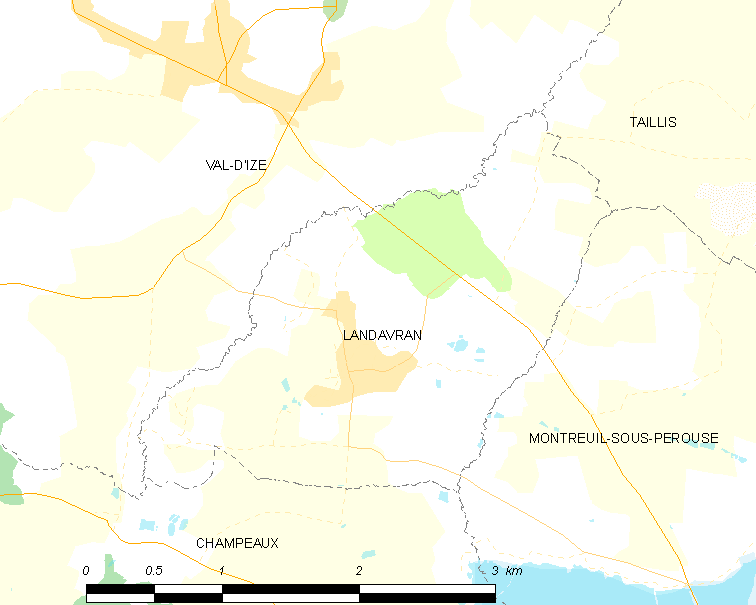
Carte de la commune de Landavran et des communes avoisinantes.

La commune de Landavran a une superficie est de 5,01 km2. Les villes et villages proches de Landavran sont : Champeaux à 2 km, Val-d'Izé à 2,2 km, Montreuil-sous-Pérouse à 4,1 km, Marpiré à 4,2 km et Taillis à 5,2 km. Le plan d'eau de la Cantache et ses deux barrages sont situés à 3 km.

### Relief et hydrographie
Les altitudes au sein du finage communal vont de 127 mètres (au nord du bourg, pratiquement au centre du territoire communal) et 68 mètres dans l'angle sud-est de la commune, dans la vallée du Ruisseau de Corbanne, à l'endroit où celui-ci quitte la commune. L'altitude du bourg de Landavran est de 110 mètres environ.

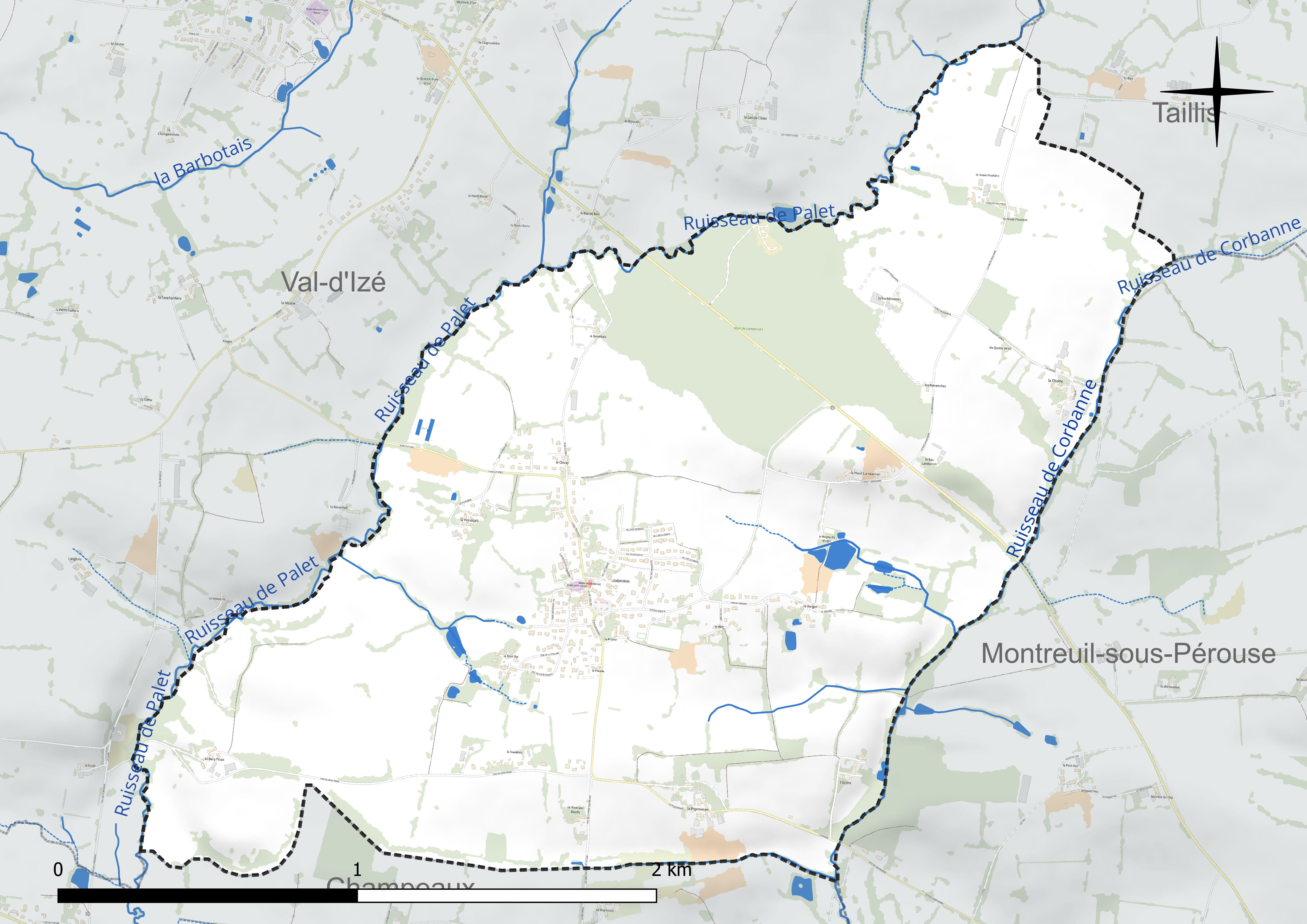
Carte du réseau hydrographique de la commune de Landavran.

Le réseau hydrographique est constitué essentiellement de deux affluents de rive droite de la Cantache (ils font donc partie du bassin hydrographique de la Vilaine dont ils sont des sous-affluents), le Ruisseau de Palet et la Ruisseau de Corbanne, ce dernier se jetant désormais dans l'étang de la Cantache depuis la construction de ce réservoir d'eau. Ces deux cours d'eau servent aussi de limites communales, le Ruisseau de Palet avec Val d'Izé, le Ruisseau de Corbanne avec Montreuil-sous-Pérouse.

### Hydrographie
Pour un article plus général, voir Réseau hydrographique d'Ille-et-Vilaine.
La commune est située dans le bassin Loire-Bretagne. Elle est drainée par le Palet, la Corbanne,,.
Le Palet, d'une longueur de 16 km, prend sa source dans la commune de Taillis et se jette  dans la Cantache à Pocé-les-Bois, après avoir traversé six communes. 

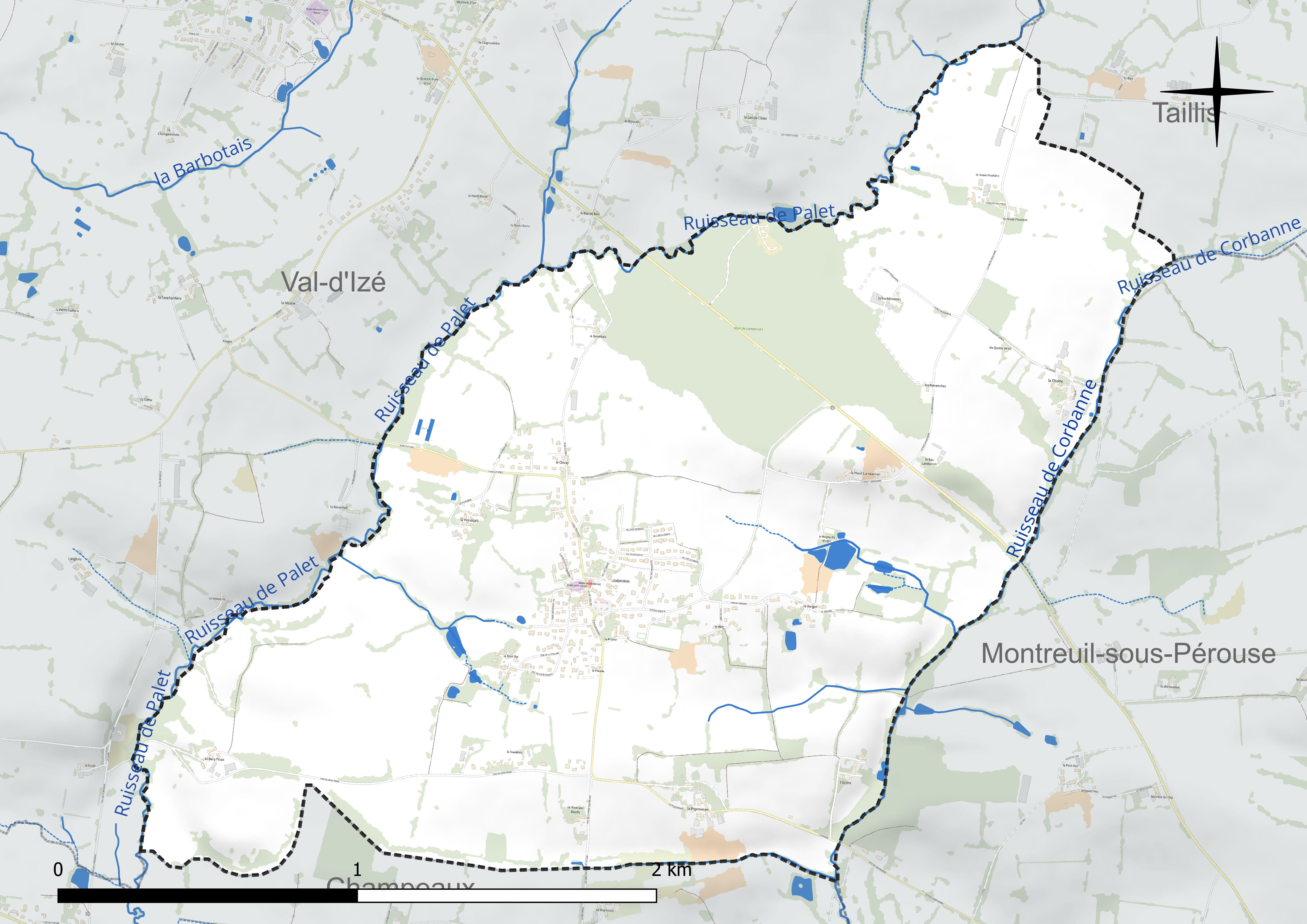
Réseau hydrographique de Landavran.

### Climat
Pour des articles plus généraux, voir Climat de la Bretagne et Climat d'Ille-et-Vilaine.
En 2010, le climat de la commune est de type climat océanique franc, selon une étude du CNRS s'appuyant sur une série de données couvrant la période 1971-2000. En 2020, Météo-France publie une typologie des climats de la France métropolitaine dans laquelle la commune est exposée à un climat océanique et est dans la région climatique  Bretagne orientale et méridionale, Pays nantais, Vendée, caractérisée par une faible pluviométrie en été et une bonne insolation. Parallèlement l'observatoire de l'environnement en Bretagne publie en 2020 un zonage climatique de la région Bretagne, s'appuyant sur des données de Météo-France de 2009. La commune est, selon ce zonage, dans la zone « Sud Est », avec des étés relativement chauds et ensoleillés.
Pour la période 1971-2000, la température annuelle moyenne est de 11,2 °C, avec une amplitude thermique annuelle de 13,3 °C. Le cumul annuel moyen de précipitations est de 822 mm, avec 13,3 jours de précipitations en janvier et 7,6 jours en juillet. Pour la période 1991-2020, la température moyenne annuelle observée sur la station météorologique la plus proche, située sur la commune de Launay-Villiers à 21 km à vol d'oiseau, est de 11,6 °C et le cumul annuel moyen de précipitations est de 862,6 mm,. Pour l'avenir, les paramètres climatiques de la commune estimés pour 2050 selon différents scénarios d'émission de gaz à effet de serre sont consultables sur un site dédié publié par Météo-France en novembre 2022.

### Habitat et paysages
La commune présente un paysage agraire traditionnel de bocage avec un habitat dispersé en une douzaine d'écarts formés de hameaux et fermes isolées. Le bourg, qui était quasi inexistant (4 maisons !) au début du XIXe siècle a beaucoup grossi par la construction de plusieurs lotissements depuis les Trente Glorieuses.
Le bois de Landavran, situé dans la partie nord de la commune, couvre à peu près le sixième de la superficie communale.

## Urbanisme

### Typologie
Au 1er janvier 2024, Landavran est catégorisée commune rurale à habitat dispersé, selon la nouvelle grille communale de densité à sept niveaux définie par l'Insee en 2022.
Elle est située hors unité urbaine. Par ailleurs la commune fait partie de l'aire d'attraction de Vitré, dont elle est une commune de la couronne,. Cette aire, qui regroupe 30 communes, est catégorisée dans les aires de 50 000 à moins de 200 000 habitants,.

### Occupation des sols
L'occupation des sols de la commune, telle qu'elle ressort de la base de données européenne d'occupation biophysique des sols Corine Land Cover (CLC), est marquée par l'importance des territoires agricoles (83,4 % en 2018), en diminution par rapport à 1990 (89,7 %). La répartition détaillée en 2018 est la suivante : 
prairies (40,4 %), terres arables (29,4 %), zones agricoles hétérogènes (13,7 %), forêts (10,3 %), zones urbanisées (6,3 %). L'évolution de l'occupation des sols de la commune et de ses infrastructures peut être observée sur les différentes représentations cartographiques du territoire : la carte de Cassini (XVIIIe siècle), la carte d'état-major (1820-1866) et les cartes ou photos aériennes de l'IGN pour la période actuelle (1950 à aujourd'hui).

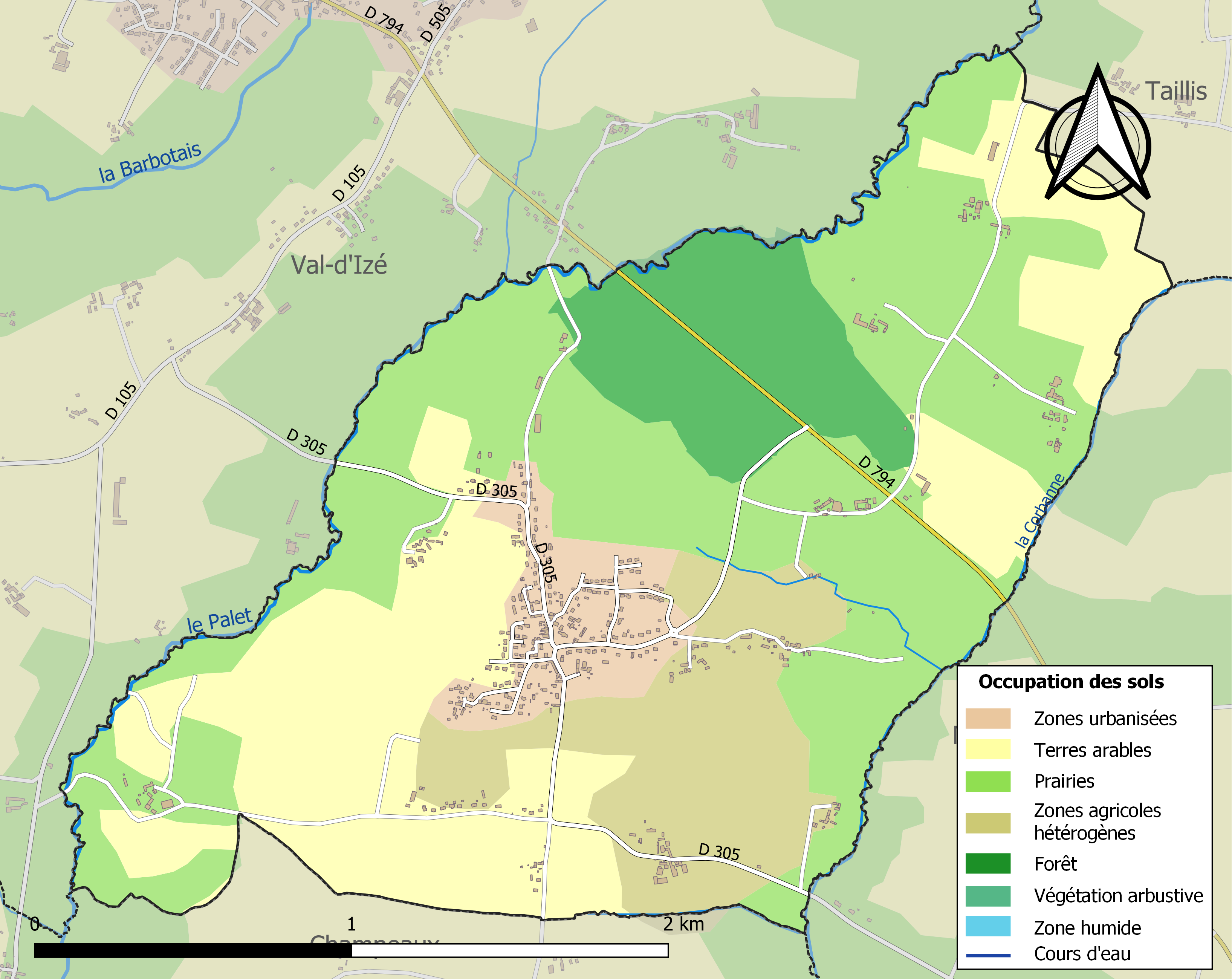
Carte des infrastructures et de l'occupation des sols de la commune en 2018 (CLC).

## Toponymie
Le nom de la localité est attesté sous les formes Landavrena en 1060, Landauren en 1157, Landavren en 1158, Landa Abrani au XIIe siècle, Landevran aux XIVe et XVIe siècles.
Landavran n'a pas été étudié par Albert Dauzat, ni à la rubrique des toponymes romans en Lande-, ni à celle des toponymes bretons en Lan-.
Toujours est-il que l'identification du radical pose un problème : s'il s'agit d'une formation romane en Lande-, alors le second élément peut être un anthroponyme en A-. Ce type toponymique est bien attesté dans l'ouest de la France, par exemple Landigou (Orne, Landa Ingulfi 1180, nom de personne normand Ingouf, var. Ygout) ou Landisacq (Orne, Landa Ysaac vers 1350), ou alors, dans le cas d'une formation toponymique brittonique isolée en Lan-, l'anthroponyme ou hagionyme commence par un D-, à moins qu'il ne s'agisse d'une formation bretonne romanisée par la suite d'après Lande. Landéan (à 34 km), situé également loin à l'est, en dehors de la zone de diffusion de la toponymie brittonique, est peut-être une formation analogue et est considérée par Albert Dauzat comme bretonne.
Si l'hypothèse brittonique est exacte, cette appellation est alors liée aux relations étroites avec la commune voisine de Val-d'Izé (anciennement Yzé). En effet, avant la Révolution française, la commune était l'une des subdivisions paroissiales d'Yzé. L'église Notre-Dame était alors considérée comme une seconde église ou une annexe en quelque sorte.
La toponymie locale témoigne de l'usage d'une langue romane, c'est-à-dire dans des noms de lieux se terminant par -é, -ais ou -ière : la Houssais, la Picotière, la Pigeonnais, l'Orière, ou formés à partir d'appellatifs romans aisément identifiables.
Le gentilé est Landavranais.

## Histoire

### Préhistoire
Le menhir de Clairet indique un peuplement dès la Préhistoire.

### Moyen-Âge
Landavran fut primitivement une trève d'Izé, connue au XIe siècle sous le nom de « Landavrena ». Comme Izé, elle relevait de l'abbaye Saint-Florent de Saumur.
La chapelle de Landavran a probablement été construite par les seigneurs de Landavran dont plusieurs sont connus car ils fréquentaient la Cour des Barons de Vitré (Rivallon de Landavran vers 1060, Gaultier de Landavran en 1070,
Jean de Landavran en 1137 et 1158, etc.. Leur manoir appartint ensuite aux barons de Vitré (en 1221 Robert de Vitré est qualifié de "seigneur de Landavran" et Guy IX de Laval mourut le 22 janvier 1333 au château de Landavran), il en reste quelques ruines.

### Temps modernes

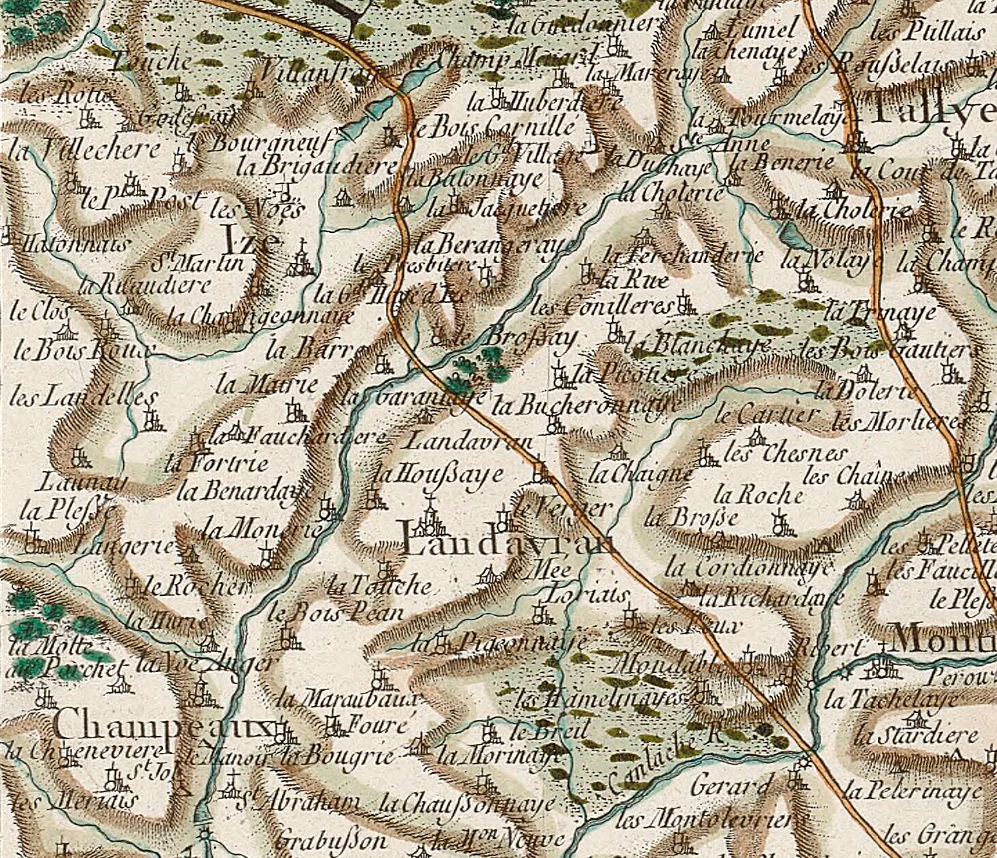
Carte de Cassini de la paroisse d'Izé et de sa trève de Landavran (1772).

Bien que n'étant alors qu'une trève d'Izé, Landavran disposait de sa propre fabrique (les comptes de ses trésoriers remontent à 1523) et était un lieu de pèlerinage : on venait de toutes les paroisses avoisinantes honorer Notre-Dame, patronne du lieu, ou encore saint Mathurin, aussi vénéré dans la chapelle tréviale ; les paroissiens de Landavran y faisaient aussi leurs Pâques, ce qui n'était généralement pas le cas dans la plupart des trèves et le chapelain y faisait le cathéchisme, tenant même une petite école.
À la suite de contestations, en 1758 le présidial de Rennes décida que le recteur d'Izé devra fournir un curé résidant à Landavran et qu'il pourra y dire la messe tous les dimanches et fêtes, cathéchiser, bénir le pain, assister les malades, mais il lui fut interdit de célébrer baptêmes, mariages et enterrements, qui devront se tenir à Izé. Les habitants de Landavran furent mécontents de cet arrêt, et continuèrent à réclamer l'érection de leur chapelle tréviale  en église paroissiale, mais n'y parvinrent pas avant la Révolution française.

### Révolution française
La trève de Landavran est érigée en commune en 1790.

### LeXIXesiècle

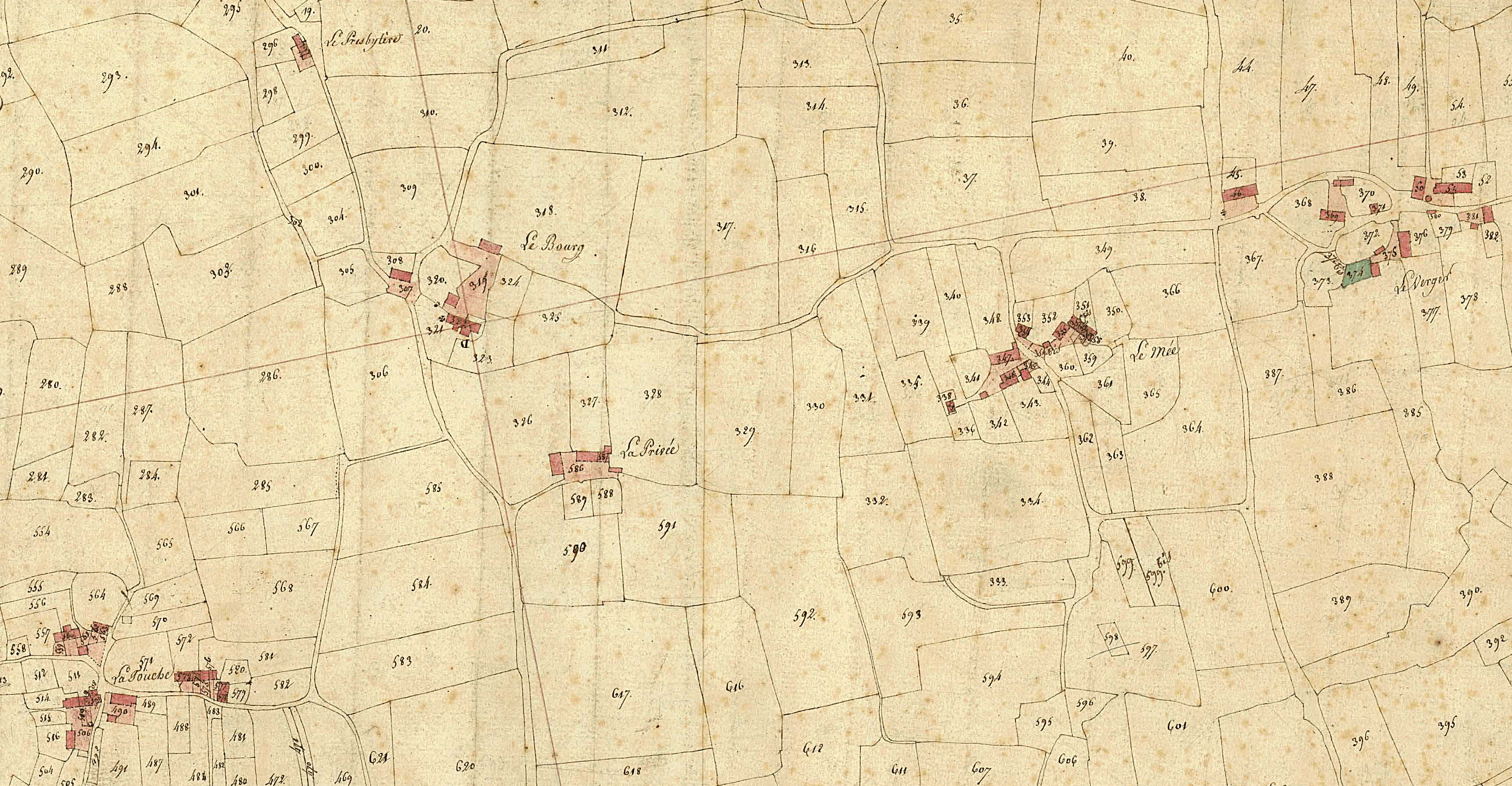
Le bourg de Landavran et quelques hameaux proches en 1813 (cadastre de 1813).

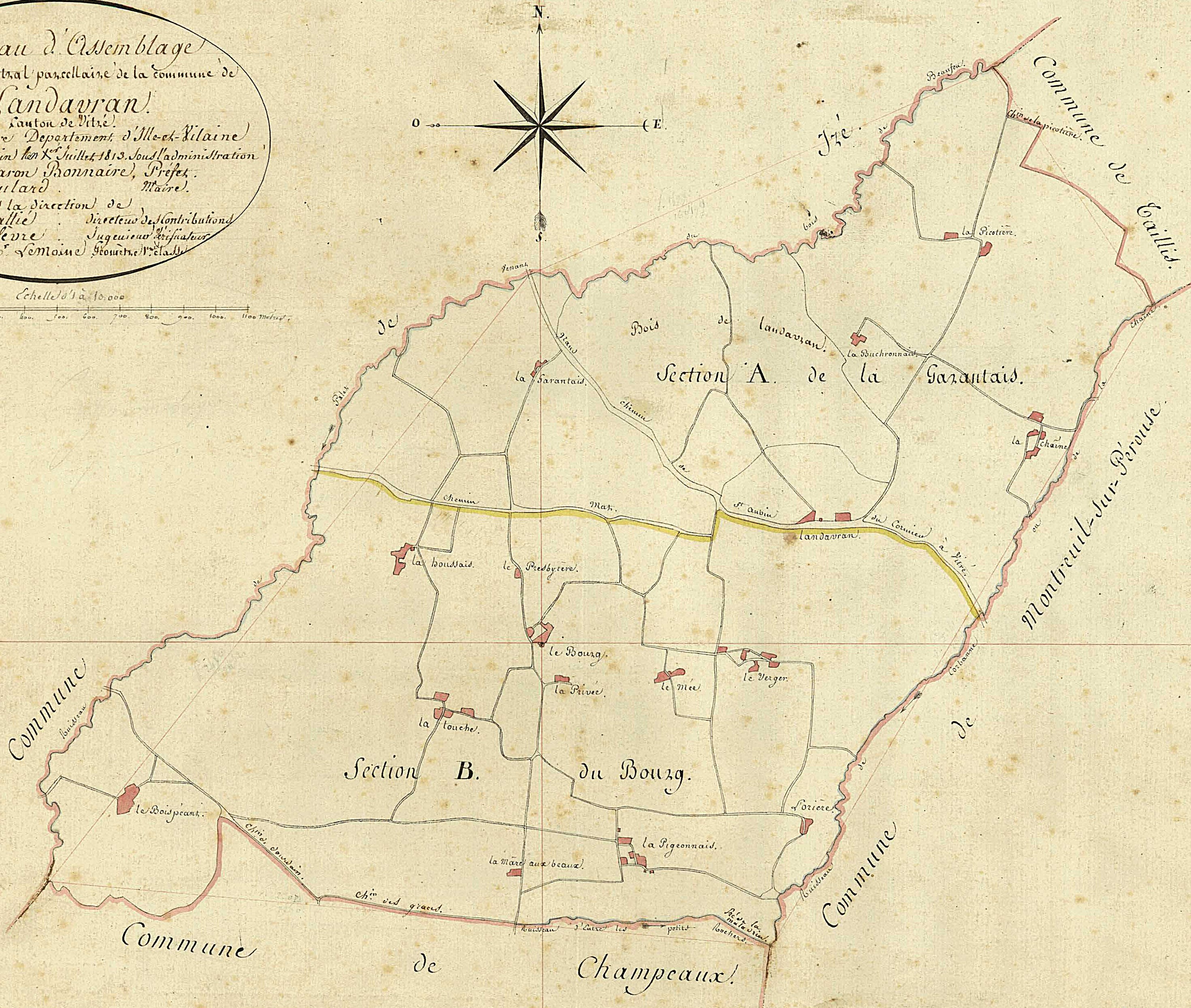
Plan cadastral de la commune de Landavran (1813, tableau d'assemblage).

En 1803, après le Concordat, Landavran, bien que commune désormais, est rattaché à la paroisse de Champeaux, mais devint une paroisse à part entière, érigée en succursale, par l'ordonnance royale du 16 avril 1826.
Selon le cadastre de 1813 le bourg se limite à 4 maisons et à l'église ; même le presbytère est extérieur au bourg : quelques hameaux sont plus importants que le bourg.
A. Marteville et P. Varin, continuateurs d'Ogée, décrivent ainsi Landavran en 1843 :

« Landavran (sous l'invocation de la Vierge) : commune formée de l'ancienne trève d'Val-d'Izé ; aujourd'hui succursale. (..) Principaux villages : la Picotière, la Chaîne, le Verger, la Pigeonnais, le Bois-Péant. Superficie totale : 500 hectares 36 ares 16 centiares, dont (..) terres labourables 318 ha, prés et pâturages 72 ha, bois 73 ha, vergers et jardins 4 ha, landes et incultes 16 ha (..). Cette petite commune est traversée du nord-ouest au sud-est par la route départementale n° 18, dite de Saint-Malo à Vitré. Géologie : quartzite ; schistes à l'ouest. On parle le français [en fait le gallo]. »

### LeXXesiècle

#### La Belle Époque

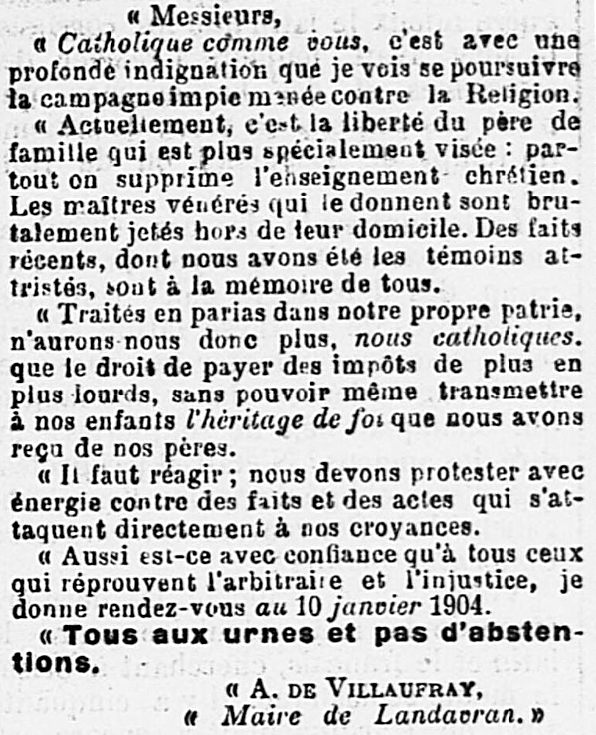
Profession de foi Antoine Charil de Villanfray alors maire de Landavran, lors de sa candidature au conseil d'arrondissement en 1904 (Journal L'Ouest-Éclair du 2 janvier 1904).

À Taillis et à Landavran des bagarres éclatèrent en mars 1906 lors de l'inventaire des biens d'église entre la troupe et les habitants. Jean et François Bénard (deux fils de l'ancien maire François Bénard) et Pierre Betton furent condamnés par le tribunal de Vitré à quelques semaines de prison et à des amendes pour outrages et menaces contre les gendarmes à Landavran. Joseph Guislard, alors recteur de Landavran, avait vainement envoyé une lettre de protestation pour tenter d'empêcher cet inventaire, arguant que l'église et ses objets religieux avaient été financés par la générosité des habitants de la paroisse et particulièrement par celle de M. de Villanfray, qui avait donné tous les matériaux nécessaires à la construction de l'église.
Le service téléphonique ouvre à Landavran le 1er novembre 1906.

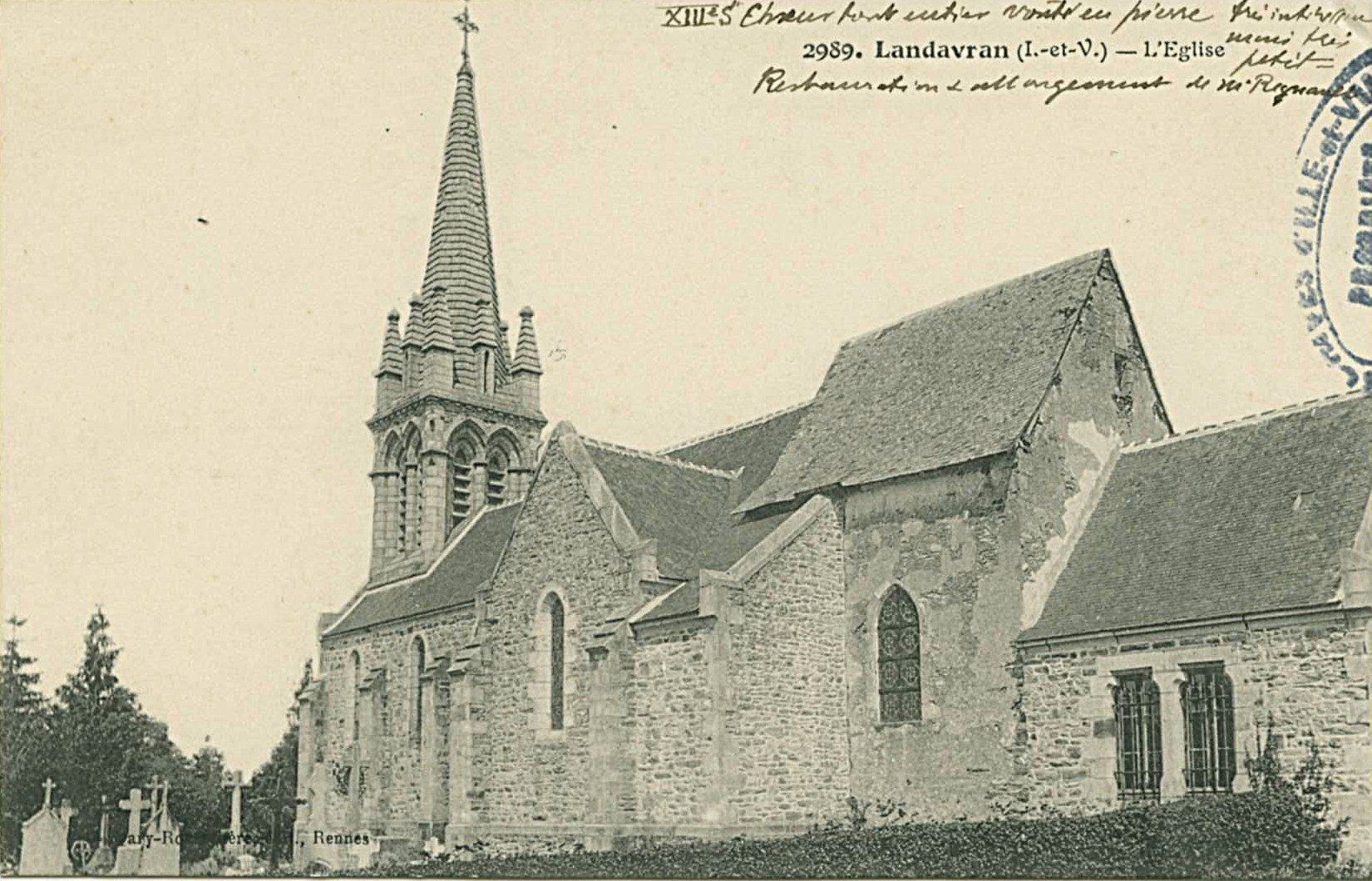
Landavran ː l'église paroissiale Notre-Dame au début du XXe siècle (carte postale).
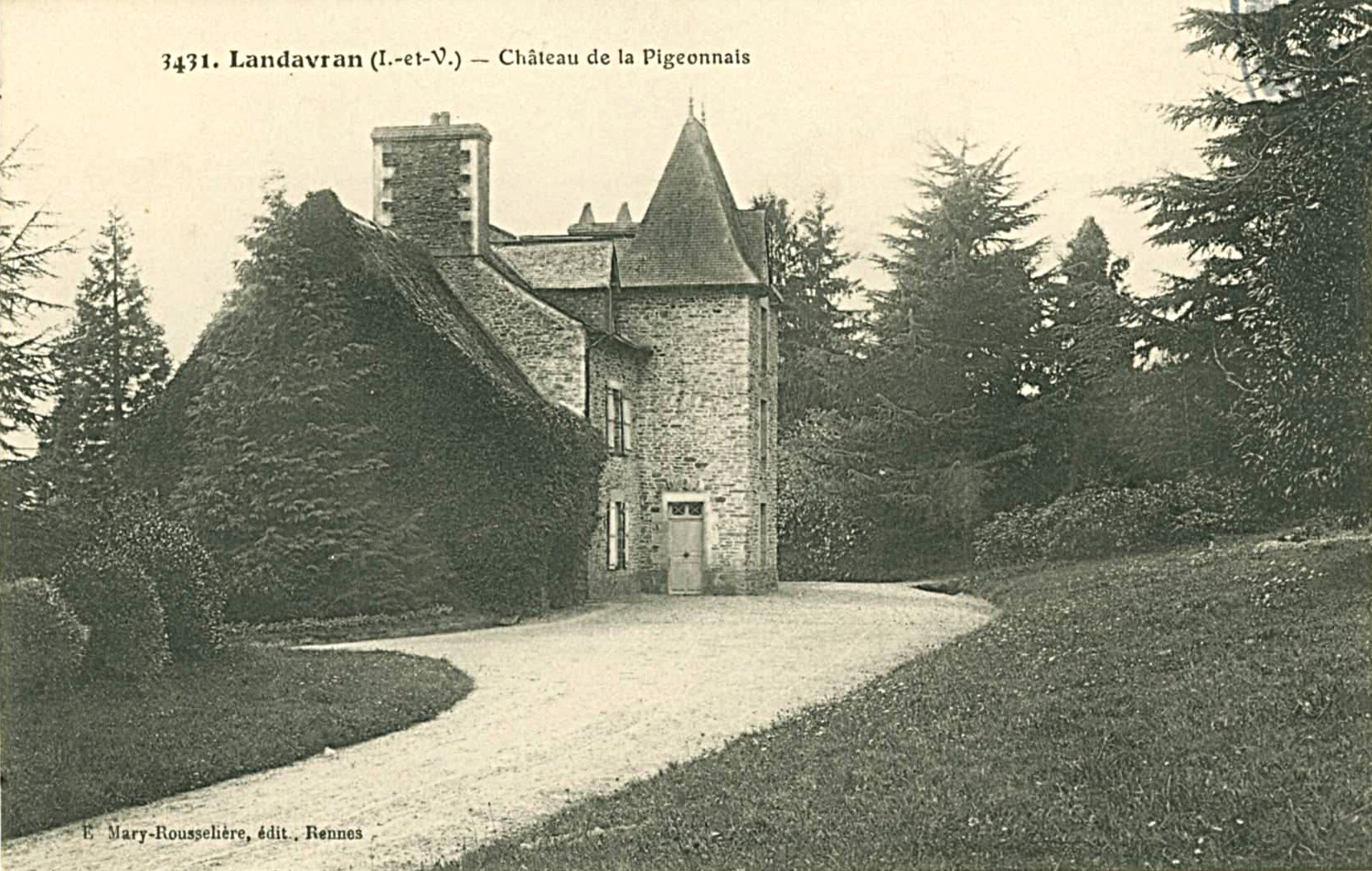
Landavran ː le château de la Pigeonnais au début du XXe siècle (carte postale).

Le Journal officiel publie le 4 septembre 1909 un décret attribuant au bureau de bienfaisance de Landavran les biens placés sous séquestre et ayant appartenu à la fabrique de l'église.
En octobre 1912 le jet d'une pierre dans une fenêtre de l'école mixte publique entraîne une polémique journalistique entre partisans de l'école laïque et de l'école privée catholique.
Lors des élections cantonales de 1913, le maire Antoine Charil de Villanfray obtint dans sa commune 62 voix sur un total de 63 votants (63 électeurs inscrits).

#### La Première Guerre mondiale

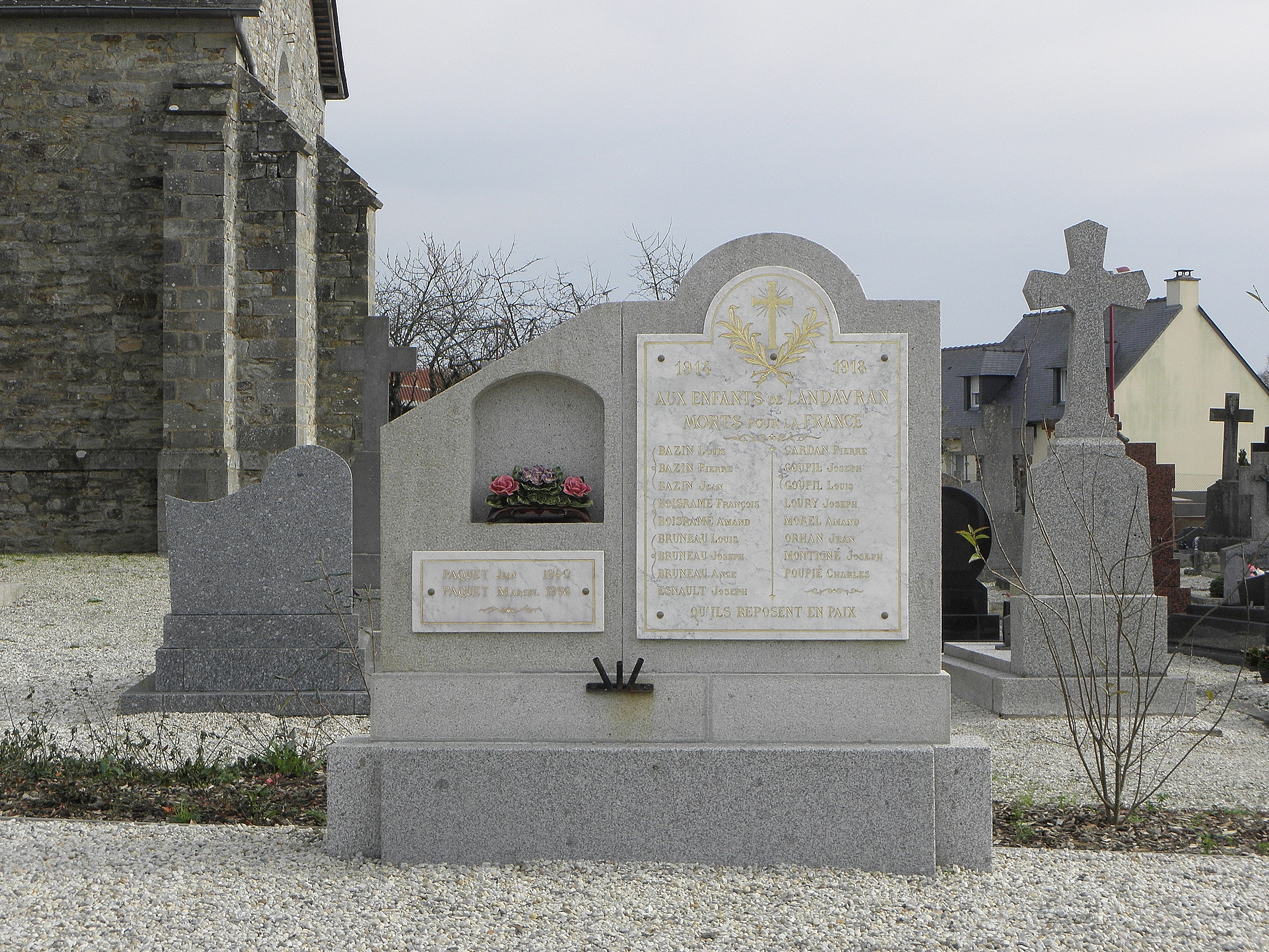
Le monument aux morts.

Le monument aux morts de Landavran porte les noms de 17 soldats morts pour la France pendant la Première Guerre mondiale ; parmi eux Louis Bazin, soldat du 130e régiment d'infanterie, est tué à l'ennemi dès le 22 août 1914 à Virton (Belgique) ; la plupart des autres sont morts sur le sol français, dont Pierre Gardan, soldat du 330e régiment d'infanterie, décédé le 27 septembre 1916 à l'hôpital temporaire n°16 de Royallieu, décoré à la fois de la Médaille militaire et de la Croix de guerre.

#### L'Entre-deux-guerres
En 1926, l'école publique de Landavran n'avait qu'un seul élève. La commune n'avait pas alors d'école libre (privée), tous les enfants allant dans les écoles chrétiennes des communes voisines.
La commune commence à être électrifiée en 1932.
René Longuève, ancien soldat de la Première Guerre mondiale, décoré de la Médaille militaire et de la Légion d'honneur, cinq fois blessé au combat, avait ouvert à Landavran une épicerie et vendait aussi des journaux, dont un journal républicain. Le recteur de Landavran le somma d'arrêter de vendre ce dernier ; face au refus du commerçant, le recteur demanda en chaire de boycotter ce commerce et lui interdit de puiser de l'eau au presbytère. L'ancien soldat fut ruiné et dut fermer son commerce.

#### La Seconde Guerre mondiale
Un soldat de la commune, Jean Paquet, est mort (de maladie) pendant la Seconde Guerre mondiale.

#### L'après Seconde Guerre mondiale
Marcel Paquet, soldat originaire de la commune, est mort pour la France le 28 août 1956 lors de la Guerre d'Algérie.

## Politique et administration

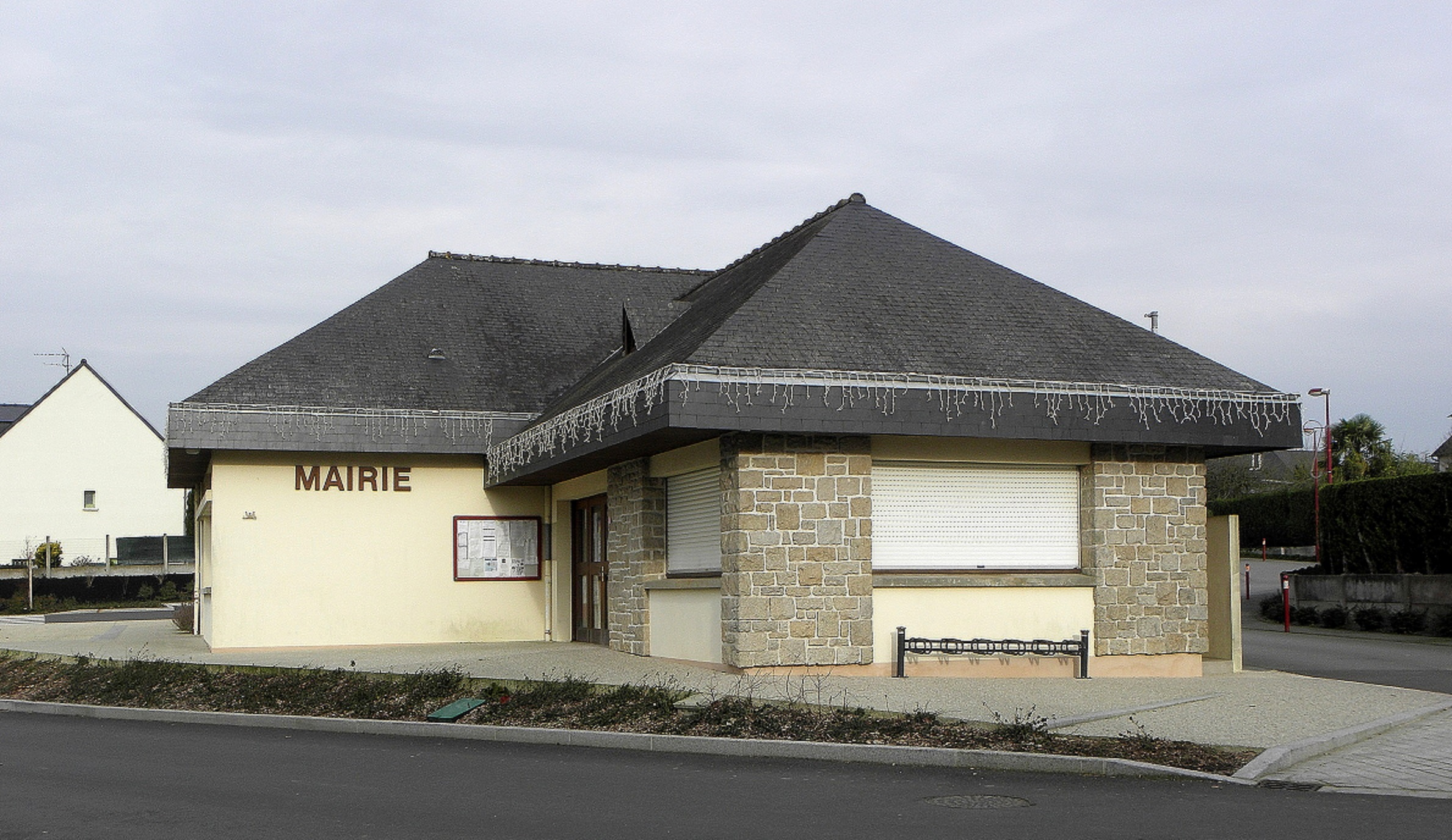
La mairie.

La commune compte une école élémentaire privée, l'école Saint-Joseph, qui dépend de l'académie de Rennes. L'école Saint-Joseph fonctionne en Regroupement Pédagogique Intercommunal avec l'école Saint-Louis de Champeaux depuis 1984.
| Période                                  | Période    | Identité                     | Étiquette | Qualité |
| ---------------------------------------- | ---------- | ---------------------------- | --------- | --- |
|                                          |            |                              |           | |
|                                          |            |                              |           | |
| avent 1810                               | 1830       | André Poulard                |           | Laboureur. |
| 1830                                     | 1833       | Auguste Berthois             |           | Percepteur à Izé. |
| 1833                                     | 1835       | Louis Truffaut               |           | |
| 1835                                     | 1840       | Joseph Marie Berthois        |           | Avoué. |
| 1840                                     | 1844       | Auguste Berthois             |           | Déjà maire entre 1830 et 1933. |
| 1844                                     | 1852       | Pierre Poulard               |           | |
| 1852                                     | 1893       | François Bénard              |           | Cultivateur. |
| 1893                                     | après 1924 | Antoine Charil de Villanfray | Royaliste | Habitait le château de la Pigeonnais. Conseiller d'arrondissement (non réélu en 1919, battu par un candidat républicain). Conseiller général du canton de Vitré-Ouest. |
|                                          |            |                              |           | |
|                                          |            |                              |           | |
| mars 1989                                | mars 2008  | Jean-Noël Divay              |           | Directeur d'une agence bancaire |
| mars 2008                                | mars 2014  | Fabrice Loncle               |           | Fonctionnaire |
| mars 2014                                | En cours   | Danielle Résonet             | SE        | Employée de commerce |
| Les données manquantes sont à compléter. |            |                              |           | |

## Démographie
L'évolution du nombre d'habitants est connue à travers les recensements de la population effectués dans la commune depuis 1793. Pour les communes de moins de 10 000 habitants, une enquête de recensement portant sur toute la population est réalisée tous les cinq ans, les populations de référence des années intermédiaires étant quant à elles estimées par interpolation ou extrapolation. Pour la commune, le premier recensement exhaustif entrant dans le cadre du nouveau dispositif a été réalisé en 2008.
En 2022, la commune comptait 682 habitants, en évolution de −1,02 % par rapport à 2016 (Ille-et-Vilaine : +5,46 %, France hors Mayotte : +2,11 %).
| 1793 | 1800 | 1806 | 1821 | 1831 | 1836 | 1841 | 1846 | 1851 |
| ---- | ---- | ---- | ---- | ---- | ---- | ---- | ---- | ---- |
| 290  | 272  | 268  | 260  | 280  | 256  | 223  | 230  | 226  |

| 1856 | 1861 | 1866 | 1872 | 1876 | 1881 | 1886 | 1891 | 1896 |
| ---- | ---- | ---- | ---- | ---- | ---- | ---- | ---- | ---- |
| 220  | 226  | 225  | 245  | 278  | 321  | 320  | 318  | 295  |

| 1901 | 1906 | 1911 | 1921 | 1926 | 1931 | 1936 | 1946 | 1954 |
| ---- | ---- | ---- | ---- | ---- | ---- | ---- | ---- | ---- |
| 294  | 272  | 255  | 223  | 230  | 223  | 233  | 225  | 231  |

| 1962 | 1968 | 1975 | 1982 | 1990 | 1999 | 2006 | 2008 | 2013 |
| ---- | ---- | ---- | ---- | ---- | ---- | ---- | ---- | ---- |
| 242  | 226  | 229  | 239  | 330  | 399  | 536  | 575  | 683  |

| 2018 | 2022 | - | - | - | - | - | - | - |
| ---- | ---- | - | - | - | - | - | - | - |
| 694  | 682  | - | - | - | - | - | - | - |

## Transports
La commune est traversée par la D 794 (ancienne Route nationale 794 déclassée qui allait de Plancoët à Vitré en passant par Dinan et Combourg), mais celle-ci ne passe pas par le bourg, qui n'est desservi que par des routes secondaires (la D 305 notamment).
La commune est desservie par la ligne de bus n°2 de Vitré Communauté.

## Lieux et monuments
- Menhir de Clairet (Cléray).

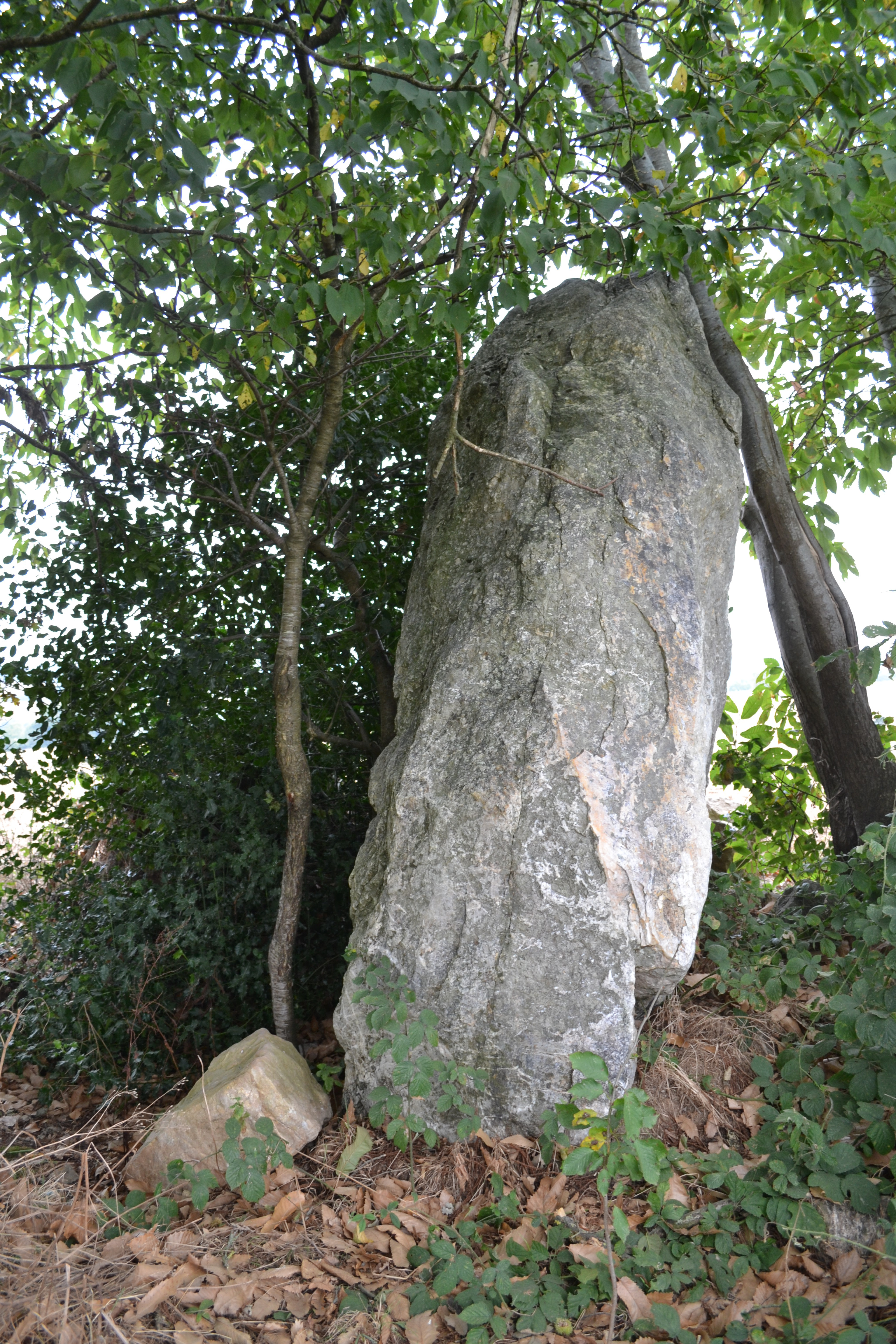
Le menhir de Clairet.

- Église Notre-Dame : chœur du XIIIe siècle, nef et transept édifiés de 1878 à 1881 par Arthur Regnault. Décorée de peintures au nord du chœur, il peint les figures de Sainte Anne apprenant à lire à la Vierge et de Sainte Philomène avec la palme du martyre. La fragilité du clocher (construit en 1881) mettant en péril l'église entière, elle a été rénovée en 2012-2013[43]. Plusieurs des objets religieux qu'elle contient présentent un intérêt patrimonial, par exemple un confessionnal[44], un ostensoir[45], une croix de procession[46], une bannière de procession[47], deux toiles peintes par Louis Garin (réfugié à Landavran pendant la Seconde Guerre mondiale)[48], autel, retables et statues[49], un Christ en croix[50], etc..

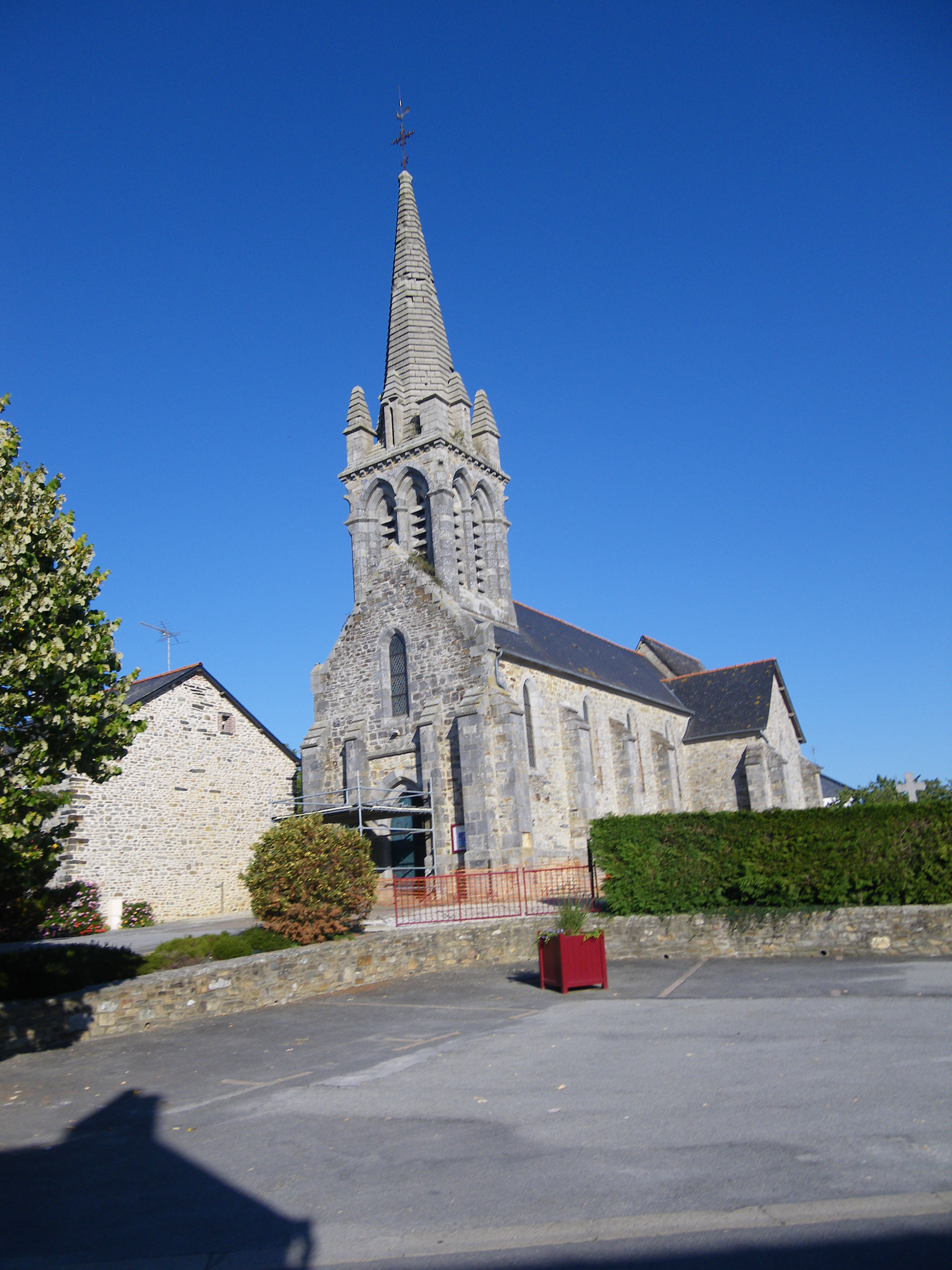
Vue extérieure d'ensemble.
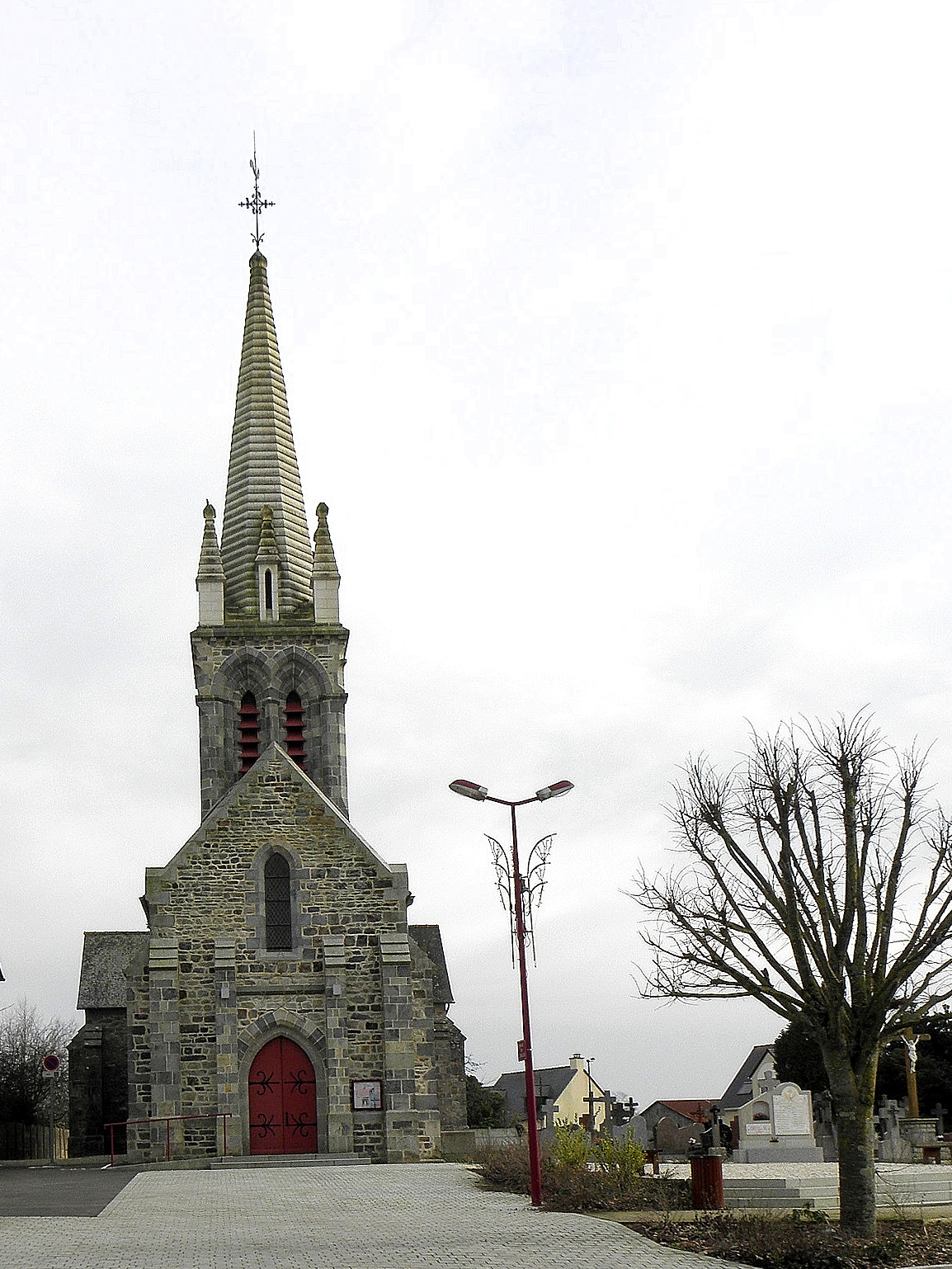
Façade.
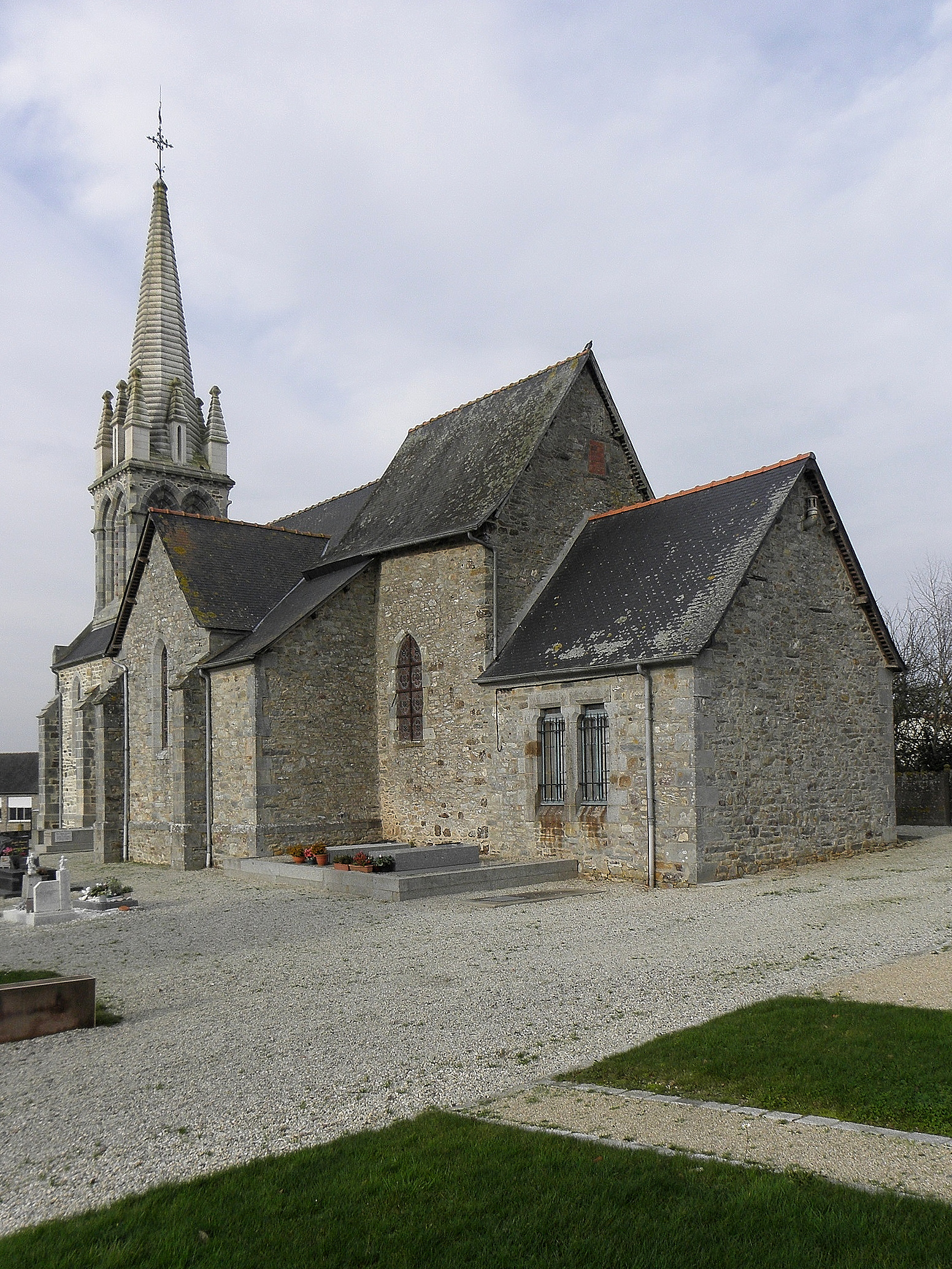
Flanc sud et sacristie.
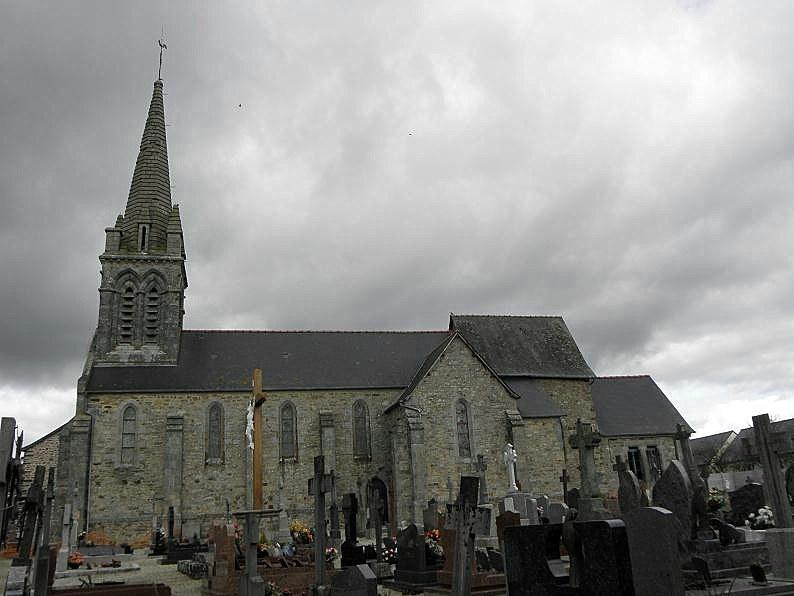
L'église vue du cimetière.

- Manoir de la Pigeonnais : manoir des XVe et XVIe siècles édifié au lieu-dit la Pigeonnais.
- Manoir de la Loriais.
- Manoir du Bois-Péan.
- Manoir du Bas Landavran (XVIIIe siècle)[51]. Il est situé à 1 km au Nord-Est du bourg. Il possédait une fuie. On y voit encore les vestiges d'une enceinte fortifiée et d'une cour carrée.

## Personnalités liées à la commune
- Guy IX de Laval (vers 1270 - 1333, au manoir de Landavran), seigneur de Laval, et d'Acquigny, vicomte de Rennes, comte de Caserte dans la Terre de Labour et baron de Vitré.
- Arthur Regnault (1839-1932), architecte, fut chargé de la rénovation de l'église Notre-Dame au XIXe siècle.
- Louis Garin (1888-1959), peintre et illustrateur, il redécora l'église Notre-Dame alors qu'il était réfugié pendant la Seconde Guerre mondiale.